# Associazione Calcio Spezia 1937-1938
Questa pagina raccoglie i dati riguardanti l'Associazione Calcio Spezia nelle competizioni ufficiali della stagione 1937-1938.

## Rosa
| N. |                   | Ruolo | Calciatore         |
| -- | ----------------- | ----- | ------------------ |
|    | Italia (bandiera) | C     | Arnaldo Bani       |
|    | Italia (bandiera) | P     | Angelo Baratti     |
|    | Italia (bandiera) | C     | Luciano Benassi    |
|    | Italia (bandiera) | A     | Renato Bertoncini  |
|    | Italia (bandiera) | A     | Renato Calzolai    |
|    | Italia (bandiera) | C     | Guerrino Cattaneo  |
|    | Italia (bandiera) | A     | Luciano Cerri      |
|    | Italia (bandiera) | D     | Alessandro Curotto |
|    | Italia (bandiera) | P     | Pasquale Esposito  |
|    | Italia (bandiera) | A     | Ettore Fabbri      |
|    | Italia (bandiera) | D     | Pasquale Farina    |
|    | Italia (bandiera) | C     | Bruno Ferri        |

| N. |                   | Ruolo | Calciatore            |
| -- | ----------------- | ----- | --------------------- |
|    | Italia (bandiera) | C     | Roberto Fusco         |
|    | Italia (bandiera) | P     | Giuseppe Malerbi      |
|    | Italia (bandiera) | C     | Giorgio Michelini     |
|    | Italia (bandiera) | A     | Libero Salvietti      |
|    | Italia (bandiera) | D     | Umberto Santillo (II) |
|    | Italia (bandiera) | A     | Eugenio Tabacchi      |
|    | Italia (bandiera) | C     | Andrea Verrina        |
|    | Italia (bandiera) | P     | Giuseppe Visentin     |
|    | Italia (bandiera) | A     | Francesco Volpi       |
|    | Italia (bandiera) | D     | Carlo Zappelli (II)   |
|    | Italia (bandiera) | A     | Guido Zuliani         |

## Statistiche

### Statistiche di squadra
| Competizione | Punti | In casa | In casa | In casa | In casa | In casa | In casa | In trasferta | In trasferta | In trasferta | In trasferta | In trasferta | In trasferta | Totale | Totale | Totale | Totale | Totale | Totale | DR  |
| Competizione | Punti | G       | V       | N       | P       | Gf      | Gs      | G            | V            | N            | P            | Gf           | Gs           | G      | V      | N      | P      | Gf     | Gs     | DR  |
| ------------ | ----- | ------- | ------- | ------- | ------- | ------- | ------- | ------------ | ------------ | ------------ | ------------ | ------------ | ------------ | ------ | ------ | ------ | ------ | ------ | ------ | --- |
| Serie B      | 26    | 16      | 7       | 6       | 3       | 16      | 11      | 16           | 2            | 2            | 12           | 18           | 36           | 32     | 9      | 8      | 15     | 34     | 47     | -13 |

### Statistiche dei giocatori
| Giocatore     | Serie B  | Serie B | Coppa Italia | Coppa Italia | Totale   | Totale |
| Giocatore     | Presenze | Reti    | Presenze     | Reti         | Presenze | Reti   |
| ------------- | -------- | ------- | ------------ | ------------ | -------- | ------ |
| A. Bani       | 5        | 0       | -            | -            | 5        | 0      |
| A. Baratti    | 1        | -5      | -            | -            | 1        | -5     |
| L. Benassi    | 25       | 3       | 2            | 2            | 27       | 5      |
| R. Bertoncini | 13       | 1       | -            | -            | 13       | 1      |
| R. Calzolai   | 26       | 5       | 2            | 0            | 28       | 5      |
| G. Cattaneo   | 28       | 1       | 2            | 0            | 30       | 1      |
| L. Cerri      | 1        | 0       | 1            | 1            | 2        | 1      |
| A. Curotto    | 25       | 0       | 1            | 0            | 26       | 0      |
| P. Esposito   | 2        | -5      | -            | -            | 2        | -5     |
| E. Fabbri     | 5        | 1       | -            | -            | 5        | 1      |
| P. Farina     | 27       | 0       | 2            | 0            | 29       | 0      |
| B. Ferri      | 3        | 0       | 1            | 0            | 4        | 0      |
| R. Fusco      | 5        | 1       | 2            | 1            | 7        | 2      |
| G. Malerbi    | 28       | -35     | 2            | -5           | 30       | -40    |
| G. Michelini  | 30       | 2       | 2            | 0            | 32       | 2      |
| Migliorini    | 2        | 1       | -            | -            | 2        | 1      |
| L. Salvietti  | 2        | 0       | -            | -            | 2        | 0      |
| U. Santillo   | 28       | 0       | -            | -            | 28       | 0      |
| E. Tabacchi   | 7        | 2       | -            | -            | 7        | 2      |
| A. Verrina    | 29       | 7       | 2            | 0            | 31       | 7      |
| G. Visentin   | 1        | -2      | -            | -            | 1        | -2     |
| F. Volpi      | 23       | 5       | -            | -            | 23       | 5      |
| C. Zappelli   | 10       | 0       | 1            | 0            | 11       | 0      |
| G. Zuliani    | 26       | 5       | 2            | 0            | 28       | 5      |